# Martiherrero
Martiherrero es un municipio de España perteneciente a la provincia de Ávila, en la comunidad autónoma de Castilla y León. La localidad está situada en la Carretera de Muñico. Cuenta con una población de 361 habitantes (INE 2024). 

## Geografía
La localidad es la entrada principal a la Sierra de Ávila y está situada a una altitud de 1230 m s. n. m.
| Noroeste: Marlín y Bularros | Norte: Ávila    | Noreste: Ávila |
| Oeste: Sanchorreja          |                 | Este: Ávila    |
| Suroeste: Casasola          | Sur: La Colilla | Sureste: Ávila |

## Historia
Los términos del municipio tienen un registro histórico más amplio. Se han encontrado yacimientos datados de la edad prehistórica Vetona-Romana.
- En el almacén visitable del Museo Provincial de Ávila se encuentran 4 verracos y 5 cistas de la época vetona-romana. Fueron de los primeros hallazgos romanos de la provincia de Ávila. Fueron encontrados en el antiguo balneario de la nobleza romana, actual Colegio de Educación Especial Santa Teresa.
- También se encontraron tumbas de la época vetona en la finca de Pedro Serrano.
- Y posee siete fuentes y dos lavanderos de piedra de épocas pasadas.

 Este municipio se encontraba atravesado por la Cañada Real Soriana Occidental, utilizada para la trashumancia hacia tierras extremeñas. Actualmente, esta Cañada Real sigue siendo utilizada por la trashumancia pero con mucha menor frecuencia que en el pasado. 
Tiene otorgada una de las seis placas de Santa Teresa en España ya que está documentado que fue uno de los pueblos de paso de Santa Teresa de Ávila en el cual también pernoctó. Además de estar documentado también el paso del Lazarillo de Tormes.

## Demografía
Martíherrero cuenta con una población de 361 habitantes (INE 2024).
| Gráfica de evolución demográfica de Martíherrero entre 1842 y 2021                                                    |
| |
| Población de derecho según los censos de población del INE. Población de hecho según los censos de población del INE. |

## Economía
Principalmente centrada en la agricultura y la ganadería.

## Cultura

### Fiestas patronales
- Nuestra Señora de la Asunción (2 de julio).
- Virgen de Fátima (fin de semana inmediatamente posterior al 13 de mayo).
- Santa Agueda (5 de febrero).
- Matanza Popular (en torno al tercer fin de semana de enero), comenzada en el año 2015 con ánimo de conservar las tradiciones.
- Día del árbol (21 de marzo), se hace en colaboración con Colegio de Educación Especial Santa Teresa para fomentar así las actividades inclusivas.
- Ruta motera (tercer fin de semana de julio) para fomentar el turismo activo.
- Semana cultural (última semana de agosto).
- Castañada del día de todos los Santos (1 de noviembre).

### Cultura religiosa
Pertenece a la Cofradía del Valle-Amblés formada por dieciséis pueblos que en octubre realizan dos abanderados de cada municipio una serie de ofrendas a Nuestra Señora de Sonsoles.
Debido al paso de Santa Teresa de Ávila, el municipio forma parte de la Ruta teresiana por la diócesis de Ávila, en concreto, de la Ruta de la Salud (Ruta Teresiana 2).